# Bactrocera carambolae
Bactrocera carambolae
 es una especie de díptero que Drew y Albany Hancock describieron por primera vez en 1994. Bactrocera carambolae pertenece al género Bactrocera de la familia Tephritidae.  